# Louis Rubenstein
Louis Rubenstein (geboren am 23. September 1861 in Montreal, Provinz Kanada, Britisch-Nordamerika; gestorben am 3. Januar 1931 in Montreal, Kanada) war ein kanadischer Eiskunstläufer, Sportfunktionär und Lokalpolitiker. Er war ein Pionier des Eiskunstlaufs in Kanada und der erste Kanadier, der an internationalen Wettbewerben teilnahm. Rubenstein wird als „Vater des kanadischen Eiskunstlaufs“ und als „Vater des Bowlings in Kanada“ bezeichnet.

## Familie und Werdegang
Louis Rubenstein entstammte einer jüdischen Familie aus Kongresspolen, Russisches Kaiserreich. Seine Eltern, Max und Leah Rubenstein, waren 1850 nach Kanada ausgewandert. Er hatte elf Geschwister. In der Familie wurde Wert auf Sport gelegt. Rubenstein begann als Kind mit dem Eislauf, laut Berichten inspiriert von Jackson Haines, der später sein Trainer wurde. Mit 17 Jahren gewann er erste Wettbewerbe in Montreal.
Rubenstein war Teilhaber des Familienunternehmens Rubenstein Bros., einer 1864 gegründeten Silber- und Messinggießerei.

## Karriere im Sport

### Als Eiskunstläufer
Rubenstein trainierte beim Victoria Club of Montreal im heute stillgelegten Victoria Skating Rink. Er gewann von 1883 bis 1889 durchgehend die kanadischen Eiskunstlauf-Meisterschaften. Er trat auch bei US-amerikanischen Meisterschaften an, die er in den Jahren 1888, 1889 und 1891 ebenfalls gewann.
1890 wurde Rubenstein ausgewählt, um Kanada bei den ersten internationalen Meisterschaften im Eiskunstlauf – dem Vorläufer der wenige Jahre später begründeten Eiskunstlauf-Weltmeisterschaften – zu vertreten, die in Sankt Petersburg anlässlich des 25. Jubiläums des dortigen Eislaufvereins stattfanden. Die Reise dorthin dauerte zweieinhalb Monate. Vor Ort sah er sich mit antisemitischer Diskriminierung konfrontiert, die fast seine Teilnahme unmöglich gemacht hätte: Das Organisationskomitee wollte seine Teilnahme als jüdischer Sportler verhindern und versuchte später, ihn zu diskreditieren und seine Anerkennung als Sieger zu unterlaufen. Versuche, Rubenstein vor Beginn der Meisterschaft des Landes zu verweisen, konnten durch eine Intervention des britischen Botschafters verhindert werden. Als zusätzliches Hindernis erfuhr Rubenstein erst vor Ort, dass der Wettbewerb ein akrobatisches Programm enthalten solle und nicht nur die auf Präzision ausgerichteten Pflichtfiguren, die damals der Kern des Eiskunstlaufsports und Rubensteins Stärke waren. Er gewann dennoch in zwei von drei Wettbewerbsdisziplinen und erhielt die Goldmedaille. So wird Louis Rubenstein als erster Weltmeister im Eiskunstlauf bezeichnet, auch wenn die Meisterschaft von 1890 noch eine inoffizielle war und der Deutsche Gilbert Fuchs Anspruch auf den Weltmeistertitel der ersten von der Internationalen Eislaufunion ausgerichteten Weltmeisterschaft hat, die sechs Jahre später ebenfalls in Sankt Petersburg stattfand.
1892 zog sich Rubenstein aus dem aktiven Wettbewerb zurück, engagierte sich aber weiterhin für den Eiskunstlauf sowie andere Sportarten.

### Als Sportfunktionär
Rubenstein war Mitbegründer der 1887 gegründeten Amateur Skating Association of Canada, die zum Ziel hatte, verbindliche Standards für den Eislauf als Wettbewerbssport zu schaffen. In dieser Funktion organisierte er 1897 die Eisschnelllauf-Weltmeisterschaft in Montreal. Rubenstein war außerdem Mitbegründer und erster Präsident der 1907 gegründeten kanadisch-US-amerikanischen International Skating Union of America. Aus der Amateur Skating Association of Canada gründete sich 1914 die Canadian Figure Skating Association (heute bekannt als Skate Canada). Rubenstein war der erste Präsident der Organisation und trug so maßgeblich zum Erfolg des kanadischen Eiskunstlaufs in den 1920er Jahren bei, nicht zuletzt, indem er den damaligen Earl of Minto, der als Gouverneur von Kanada fungierte, als Unterstützer gewann. Er und seine Ehefrau Lady Minto begeisterten sich für den Eiskunstlauf und förderten den kanadischen Verband. Auf Rubenstein geht unter anderem die Einführung von Juniorenwettbewerben zur Förderung des Nachwuchses zurück. Auf diesem Engagement sowie seinen sportlichen Erfolgen gründet sich Rubensteins Ruf als „Vater des kanadischen Eiskunstlaufs“. Neben seinem Amt als Präsident der Canadian Figure Skating Association, das er bis kurz vor seinem Tod ausübte, wirkte Rubenstein am Aufbau eines Eiskunstlaufverbands in den USA mit und engagierte sich in zahlreichen weiteren Sportarten, darunter Bowling, Curling, Radsport, Toboggan und Rettungssport. Er wurde 1895 zum Präsidenten der Canadian Bowling Association gewählt – er wird daher auch als „Vater des Bowlings in Kanada“ bezeichnet – und war 18 Jahre lang Präsident des Radsportverbands Canadian Wheelmen’s Association. Von 1913 bis 1915 war er Präsident der Montréal Amateur Athletic Association.

## Politische Ämter
1914 wurde Rubenstein zum Alderman für den Bezirk St. Lawrence (Ward 5) in Montreal gewählt. Er bekleidete das Amt bis zu seinem Tod im Jahr 1931. Rubenstein war 12 Jahre lang Präsident der Young Men’s Hebrew Association of Montreal.

## Ehrungen

Gedenkbrunnen für Louis Rubenstein in Montreal

Seit 1937 erinnert ein auf eine private Initiative hin errichteter Brunnen am Parc Jeanne-Mance an Louis Rubenstein, der für Jahrzehnte das einzige öffentliche Denkmal für eine jüdische Person in Montreal blieb. In der Peel Street 2070 in Montreal ist zu seinen Ehren eine Gedenktafel angebracht.
1955 wurde Louis Rubenstein in die Hall of Fame des kanadischen Sports aufgenommen, 1981 in die International Jewish Sports Hall of Fame, 1984 in die World Figure Skating Hall of Fame, 1990 in die neu gegründete Skate Canada Hall of Fame.
2016 ernannte die kanadische Regierung Louis Rubenstein zur Person of National Historic Significance.

## Dokumentarfilm
Der vom National Film Board of Canada produzierte Dokumentar-Kurzfilm Inspiring Figure: The Louis Rubenstein Story erschien 2002.